# Barra do Turvo
Barra do Turvo is een gemeente in de Braziliaanse deelstaat São Paulo. De gemeente telt 7.699 inwoners (schatting 2009).

## Aangrenzende gemeenten
De gemeente grenst aan Cajati, Cananéia, Eldorado, Iporanga, Adrianópolis (PR), Bocaiuva do Sul (PR), Campina Grande do Sul (PR) en Guaraqueçaba (PR).